# دون ووكر
دون ووكر (بالإنجليزية: Don Walker)‏ (10 سبتمبر 1935 بإدنبرة في المملكة المتحدة - 21 ديسمبر 2011) هو لاعب كرة قدم بريطاني في مركز الوسط.

## وصلات خارجية
- دون ووكر على موقع قاعدة بيانات كرة القدم.إي يو (الإنجليزية)